# Red (tejido)

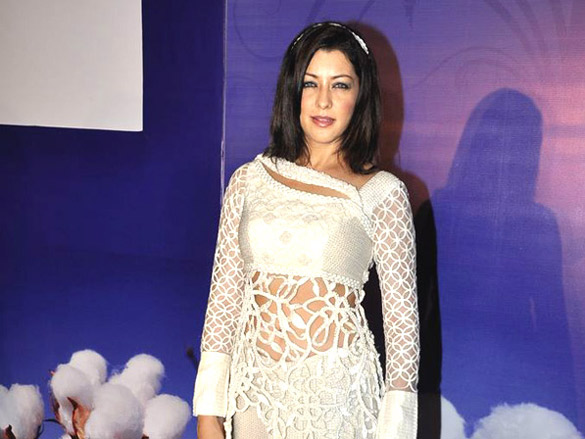
Vestido confeccionado con tejido de red

El tejido de red o simplemente red, es cualquier tipo de tejido en el que los hilos están fusionados, enrollados o anudados en sus intersecciones, dando como resultado un tejido con un amplio espacio abierto entre todos los hilos. El tejido de red tiene muchos usos y los hay de muchas variedades. Dependiendo del tipo de hilo o filamento que se utilice para confeccionar el tejido, sus características pueden variar desde muy duradero hasta poco duradero.

## Usos
La gente usa la red para muchas finalidades diferentes. Las redes son uno de los componentes clave para pescar en cantidades masivas. Este tipo de tejido se utiliza debido a su origen resistente pero flexible, que puede soportar peso y aun así ser ligero. Los pescadores utilizan redes cuando pescan con redes de arrastre, porque aparte de dejar pasar el agua (pero no los peces de mayor tamaño que sus agujeros), son lo suficientemente resistentes como para soportar grandes cantidades de peso mientras los peces son atrapados, arrastrados y luego sacados del agua. A menudo, los filamentos que componen el hilo están recubiertos con cera o plástico. Este revestimiento añade un componente impermeable al tejido que proporciona aún más fiabilidad.

### Moda
La red se ha utilizado en la moda durante siglos. El tul es una forma de red hecha de hilo de pequeño calibre, entrelazado en un patrón hexagonal con pequeñas aberturas y almidonada generalmente para darle cuerpo o rigidez. Se utiliza típicamente para velos ; en Occidente, se suele llevar un velo de tul blanco sobre la cabeza y el rostro, con un vestido de novia . El tul también se utiliza para formar la falda del tutú de ballet tradicional, para aportar cuerpo y volumen, sin añadir peso significativo.

### Sanidad
La red también se utiliza en curas médicas para proporcionar aislamiento de tela y envolver una herida debajo de un cabestrillo estándar. En la práctica médica, las redes proporcionan amortiguación y protección cuando se usan en capas, pero permitiendo que la piel respire debajo del tejido. Dependiendo del uso de la red, se puede aplicar una cera o una capa de plástico diferente para cubrir los filamentos que la componen. Los filamentos pueden estar hechos de fibras sintéticas o naturales, dependiendo del uso final del propio tejido. 

### Campin
La red se usa generalmente en tiendas de campaña. El aire puede pasar fácilmente a través de los orificios, lo que permite una transpirabilidad que no atrapa bacterias pero permanece impermeable a plagas de insectos. Las redes se utilizan a menudo en bolsas de equipaje para crear compartimentos transparentes y transpirables que permitan a las personas almacenar artículos. La red tiene muchos componentes similares a la malla, ya que ambas permiten que el aire pase fácilmente y comparten muchos usos comunes. Los tejidos de malla  de agujeros grandes tienen usos específicos y los tejidos de punto más pequeños también tienen otros muy variados.
Una función relacionada de las redes es la de permitir el flujo de aire y al mismo tiempo excluir a los mosquitos y otras alimañas transportadas por el mismo.

## Tipos

### Red hecha a mano
La red hecha a mano o a máquina se utiliza como tejido base para muchos tipos de costura, incluido el encaje de filet y el encaje de tamboril. La red se puede utilizar para muchas cosas, entre otras para añadir volumen a un vestido, generalmente vestidos de novia o de noche. También se utiliza para muchos disfraces, incluidos los de hadas. Las redes también se pueden utilizar para hacer tutús para bailarinas. También se puede hacer referencia a la red cuando se considera la artesanía hecha a mano. 
Utilizando el método de hacer encajes o el de  nudos de red, se pueden crear varios tipos de redes. La tela de malla romboidal va y viene, en filas. Esta técnica se utiliza para bolsos, hamacas, diademas y bufandas. Otro tipo es la red de malla cuadrada que también va de un lado a otro en filas pero se trabaja en diagonal. Este tipo de red se utiliza para la pesca de arrastre . La primera fila comienza en una esquina y la última fila termina en la esquina diagonal a la primera esquina. Esto se utiliza a menudo como base para bordados de red. La red en espiral es un tipo de red que gira continuamente de manera similar al tejido croché con un patrón continuo.

### Red sin nudos
Se pueden utilizar diferentes patrones de tejido para diferentes tipos de red. Dependiendo del uso del tejido, el tamaño de los agujeros en la red variará. Los patrones de tejido, se utilizan con frecuencia para redes sin nudos. Jason Mills afirma que, como no se utilizan nudos para producir este tipo de red, suele ser menos resistente. Cada hilo, cuando se usa para un tejido de red sin nudos, a veces se puede recubrir antes de tejerlo para garantizar una mayor durabilidad. Si un tejido se recubre después de tejerlo, puede resultar más duradero cuando se expone al calor o la presión.